# Криворучко Іван Семенович
Іван Семенович Криворучко (нар. 9 листопада 1940, село Рябина, Сумська область) — радянський та російський актор, театральний режисер та театральний педагог, Народний артист Росії (1994).